# Omocestus lucasii
Omocestus lucasii är en insektsart som först beskrevs av Brisout de Barneville 1850.  Omocestus lucasii ingår i släktet Omocestus och familjen gräshoppor. Inga underarter finns listade i Catalogue of Life.